# Туганов, Александр Александрович
Алекса́ндр Алекса́ндрович Туга́нов (азерб. Aleksandr Aleksandroviç Tuqanov; 19 [31] марта 1871, Москва — 6 марта 1960, Баку) — российский и советский актёр, режиссёр и театральный педагог, профессор (1947), Заслуженный артист Грузинской ССР (1923), Народный артист Азербайджанской ССР (1936).

## Биография

### Ранние годы
Александр Александрович Туганов родился 19 (31) марта 1871 года (по другим данным — 1 апреля) в Москве. Театральную деятельность начал в 1888 году в московских любительских театральных кружках.
В 1890 году окончил Московскую академию коммерческих наук.
с 1891 по 1900 год был актёром театра Корша в Москве. Затем организатор театрального дела в ряде городов Российской империи. С 1912 года театральная деятельность Туганова была связана с Кавказом. С 1915 года он являлся руководителем «Товарищества артистов русского театрального общества» (ТАРТО) в Тифлисе. В 1923 году Туганов был назначен главным режиссёром Тифлисского азербайджанского театра
20 мая 1923 года театры Тифлиса и общественность Грузии отметили 35-летие сценической деятельности Туганова. Ему присваивается звание заслуженного артиста Грузинской ССР.

### Театральная деятельность в Азербайджане
С 1924 года Туганов жил в Баку. С 1924 по 1937 год работал в Азербайджанском драматическом театре. Так, осенью 1924 года Александра Туганова из Тифлисского азербайджанского театра пригласили в Баку, где он занял должность главного режиссёра и заведующего художественной частью Азербайджанского драматического театра, называвшегося тогда «Государственный тюркский театр имени Дадаша Буниятзаде». Вместе с Тугановым в состав театра вошло несколько ведущих актёров Тифлисского театра (Али Курбанов, Мовсун Санани, Гамэр Топурия, а позже — Ульви Раджаб). Из Государственного свободного сатир-агиттеатра же в театр были приглашены Фатьма Кадри, Мафура Ермакова и другие.
В 1936 году Александр Туганов был назначен главным режиссёром Азербайджанского театра юного зрителя им. М. Горького. В этом же году ему было присвоено звание Народного артиста Азербайджанской ССР. С 1937 по 1954 год Туганов работал в театре юного зрителя. В обоих театрах Азербайджана Туганов проводил плодотворную работу по выбору репертуара, воспитанию национальных актёрских и режиссёрских кадров. 
В период, когда Туганов был режиссёром, Азербайджанский драматический театр являлся одним из передовых театров в СССР, а также на Ближнем и Среднем Востоке. Туганову принадлежит значительная заслуга в деле применения и укрепления в театре принципов социалистического реализма.

### Педагогическая деятельность
Туганов имеет значительные заслуги в подготовке театральных деятелей РСФСР, Азербайджана, Армении и Грузии.
С 1945 года Туганов вёл педагогическую деятельность в Азербайджанском государственном институте искусств имени М. А. Алиева. В 1946 году праздновался 75-летний юбилей Туганова. В 1947 году Туганову было присвоено звание профессора.
Александр Туганов скончался 6 марта 1960 года в Баку.

## Произведения
- Туганов А. А. Театральные воспоминания (рукопись).[9]
- Туганов А. А. Воспоминания о театре. Фрагменты. — Баку: Язычы, 1980. — 91 с.

## Роли в театре
- Чацкий («Горе от ума» А. Грибоедова);
- Гамлет («Гамлет» У. Шекспира);
- Петруччо («Укрощение строптивой» У. Шекспира) и др.[2]

## Постановки
В Азербайджанском государственном драматическом театре
- 1924 — «Ревизор» Н. Гоголя;
- 1925 — «На дне» М. Горького;
- 1925 — «Вильгельм Телль» Ф. Шиллера;
- 1926 — «Гамлет» У. Шекспира;
- 1926 — «Дон Жуан» Ж. Б. Мольера;
- 1926 — «Гаджи-Кара» М. Ф. Ахундова;
- 1928 — «Севиль» Дж. Джаббарлы;
- 1928 — «Невеста огня» Дж. Джаббарлы;
- 1929 — «Загмук» А. Г. Глебова;
- 1931 — «Алмас» Дж. Джаббарлы;
- 1936 — «Макбет» У. Шекспира и др.[2];

В Бакинском русском драматическом театре
- 1937 — «Ромео и Джульетта» У. Шекспира[1];
- 1937 — «Тартюф, или Обманщик» Ж. Б. Мольера[1];

В Бакинском армянском театре
- 1937 — «Разбойники» Ф. Шиллера[1];

В Азербайджанском театре юного зрителя
- 1938 — «Коварство и любовь» Ф. Шиллера;
- 1939 — «Ревизор» Н. Гоголя;
- 1940 — «Мещане» М. Горького[2];
- 1941 — «Не было ни гроша, да вдруг алтын» А. Островского[1];
- 1946 — «Слуга двух господ» К. Гольдони и др.[2]

- Сцены из поставленных А. Тугановым пьес в Азербайджанском государственном драматическом театре
- «Ромео и Джульетта» У. Шекспира
- «Макбет» У. Шекспира
- «Дубровский» А. Пушкина

- Программы поставленных А. Тугановым пьес в Азербайджанском государственном драматическом театре
- «Невеста огня» Дж. Джаббарлы
- «Севиль» Дж. Джаббарлы;
- «Бомбей» Эс-Х. Вафа